# НК Рудар (Велене)
„Рудар“ (на словенски: NK Rudar Velenje), „НК Рудар Велене“ или просто „Рудар Велене“ e словенски футболен клуб от град Велене.
Играе във Висшата дивизия на независима Словения през 1991/92 – 2002/03, 2005/06 и от 2008/09. Hай-добро класиране – 3-то място (1998/99, 1999/2000, 2008/09, 2013/14). През 2013/14 нападателя Мате Етерович става голмайстор на шампионата с (19 гола).
Hай-големият успех е спечелването на националната купа през 1998 г.; „Рудар“ печели с краен резултат от двата мача 4:2 срещу Приморие от Айдовшина (1:2; 3:0).
„Рудар“ играе нееднократно в еврокупите (Интертото, КHК, Лига Европа).

## Успехи
Югославия
- Словенска футболна лига в Югославия:
  -  Шампион (2): 1976/77, 1990/91
- Купа на Словения по футбол в Югославия:
  -  Носител (1): 1979/80

 Словения
- Словенска първа лига:
  -  Трето място (4): 1998/99, 1999/2000, 2008/09, 2013/14
- Купа на Словения:
  -  Носител (1): 1998
- Словенска втора лига:
  -  Шампион (3): 2003/04, 2004/05, 2007/08
- Купа на MNZ Целие:
  -  Носител (3): 1991/92, 2003/04, 2004/05

## Настоящ състав
Към 24 юли 2018 г.
| №  | Пост | Играч           |
| -- | ---- | --------------- |
| 13 | В    | Матей Радан     |
| 1  | В    | Марко Придигар  |
| 37 | В    | Анже Малнар     |
| 19 | В    | Клемен Болха    |
| 23 | З    | Йосип Томашевич |
| 4  | З    | Давид Кашник    |
|    | З    | Иван Василиевич |
| 13 | З    | Адраж Врабич    |
| 6  | З    | Анже Пишек      |
| 20 | З    | Санди Чоралич   |
| 45 | З    | Роберт Пушавер  |
| 12 | П    | Домагой Муич    |

| №  | Пост | Играч               |
| -- | ---- | ------------------- |
| 13 | П    | Харис Дедич         |
| 14 | П    | Матей Шантек        |
| 8  | П    | Дамян Трифкович     |
|    | П    | Тим Водеб           |
| 31 | П    | Анте Соломун        |
| 10 | П    | Леон Црънчич        |
| 92 | H    | Матич Млакар        |
| 9  | H    | Джаир Парфит-Уйлямс |
| 33 | H    | Милан Тучич         |
| 17 | H    | Доминик Радич       |
| 14 | H    | Абу Камара          |
| 28 | H    | Влатко Шимунац      |

## Известни играчи
- Младен Дабанович
- Денис Халилович
- Алмир Сулейманович
- Русмин Дедич